# Rimmenmaa
Rimmenmaa är en ö i Finland. Den ligger i sjön Venetjoen tekojärvi och i kommunerna Karleby och Halso och landskapet Mellersta Österbotten, i den centrala delen av landet, 400 km norr om huvudstaden Helsingfors. Öns area är 58,6 hektar och dess största längd är 1,5 kilometer i nord-sydlig riktning.